# Safir (lanciatore)
Safir (in persiano: سفیر) è un lanciatore spaziale iraniano. È stato il primo vettore costruito in Iran a effettuare un lancio con successo, quando il 2 febbraio 2009 ha portato in orbita il satellite Omid, rendendo l'Iran il nono paese al mondo ad aver raggiunto la capacità di lancio orbitale.
È un lanciatore a due stadi, il primo dei quali è derivato dal missile balistico Shahab-3, a sua volta derivato dal nordcoreano Rodong-1.

## Lanci
A febbraio 2019 sono stati effettuati in totale 7 lanci, portando in orbita 4 satelliti. Tutti i lanci sono avvenuti dal centro spaziale di Semnan.
| № | Data                                 | Carico                                    | Esito                             |
| - | ------------------------------------ | ----------------------------------------- | --------------------------------- |
| 1 | 17 agosto 2008                       | Sconosciuto, probabilmente un boilerplate | Sconosciuto, probabile fallimento |
| 2 | 2 febbraio 2009                      | Omid                                      | Successo                          |
| 3 | 15 giugno 2011                       | Rasad 1                                   | Successo                          |
| 4 | 3 febbraio 2012                      | Navid                                     | Successo                          |
| 5 | Tra il 18 maggio e il 21 giugno 2012 | Sconosciuto                               | Fallimento                        |
| 6 | 2 febbraio 2015                      | Fajr                                      | Successo                          |
| 7 | 5 febbraio 2019                      | Doosti                                    | Fallimento                        |
| 8 | 29 agosto 2019                       | Nahid-1                                   | Fallimento                        |